# Canyon McKittrick
Pour les articles homonymes, voir McKittrick.
Le canyon McKittrick (en anglais : McKittrick Canyon) est un canyon à la frontière du Nouveau-Mexique et du Texas, aux États-Unis. Il est protégé au sein du parc national des Guadalupe Mountains ainsi que, pour une grande partie, de la Guadalupe Mountains Wilderness.
Dans le canyon McKittrick se trouve un district historique inscrit au Registre national des lieux historiques depuis le 26 septembre 1991, le McKittrick Canyon Archeological District.

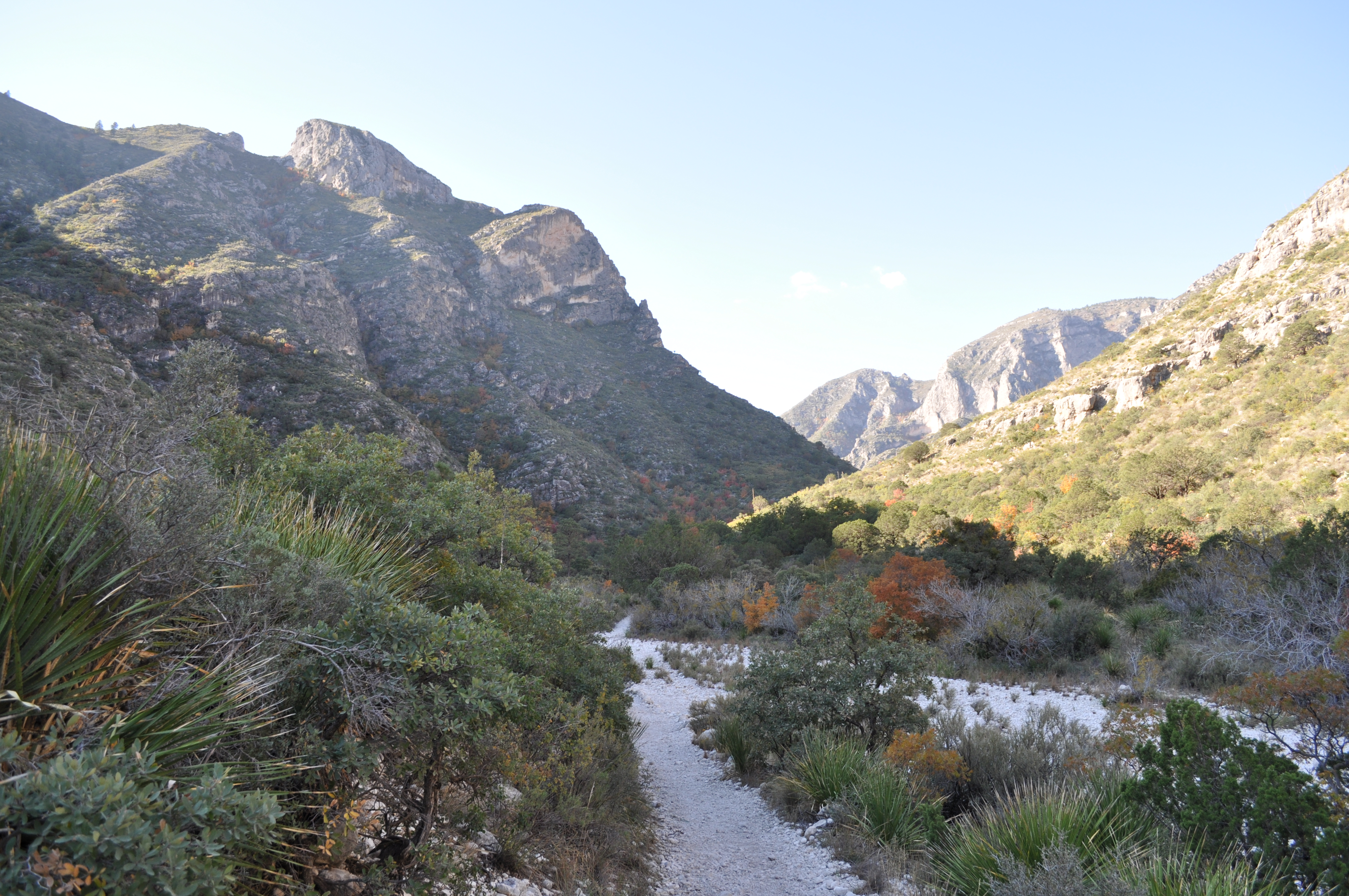
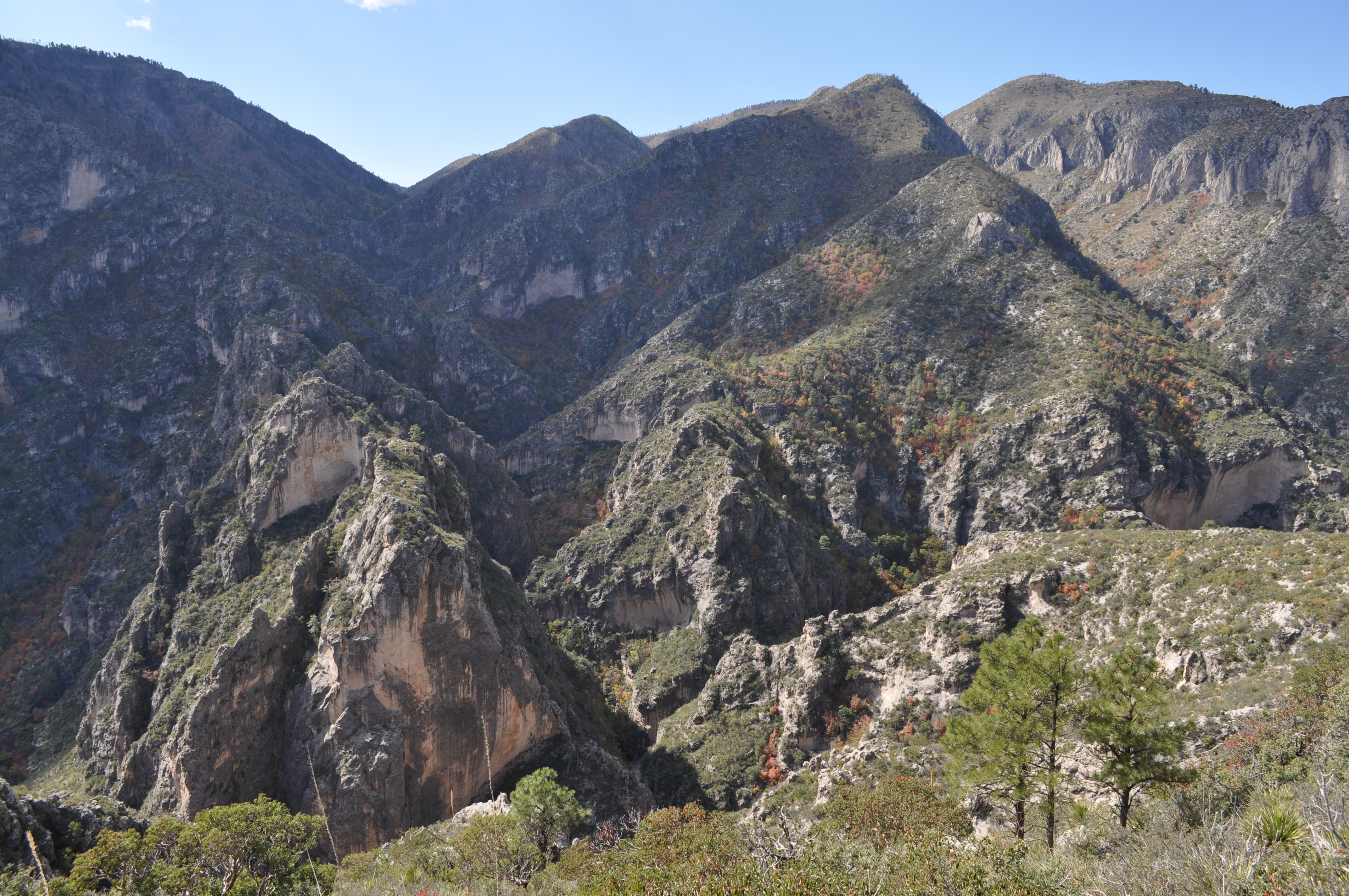
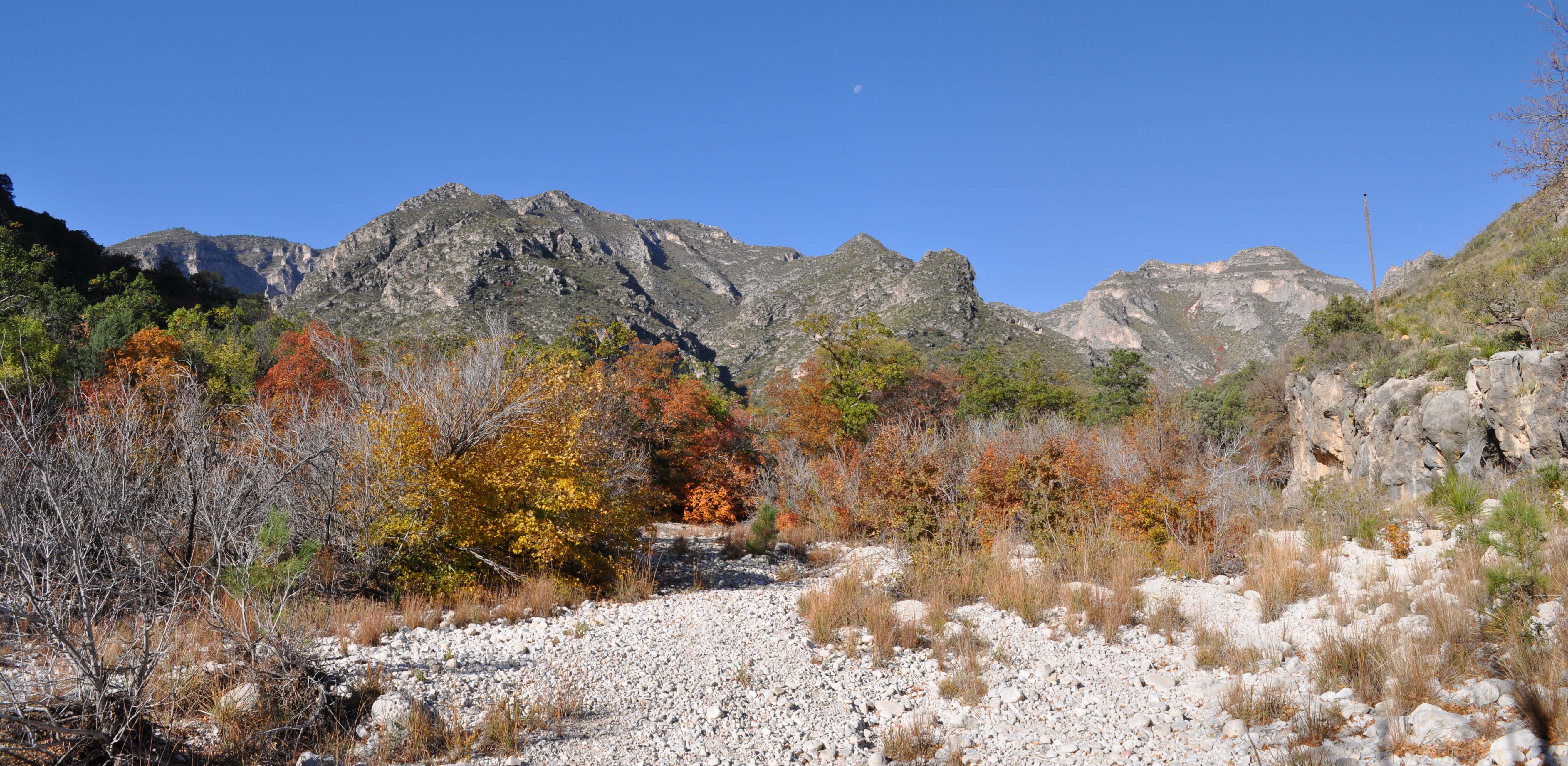
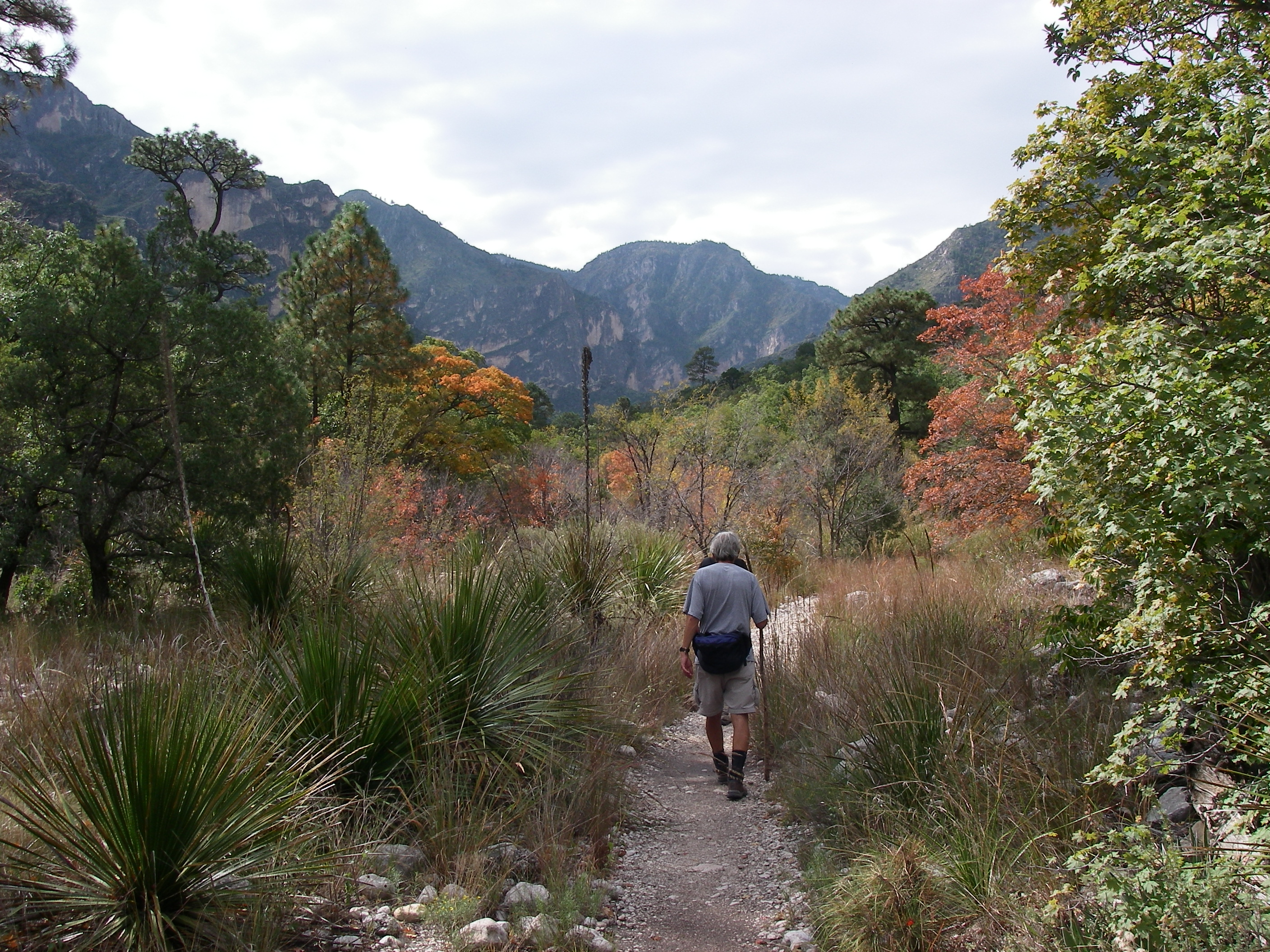
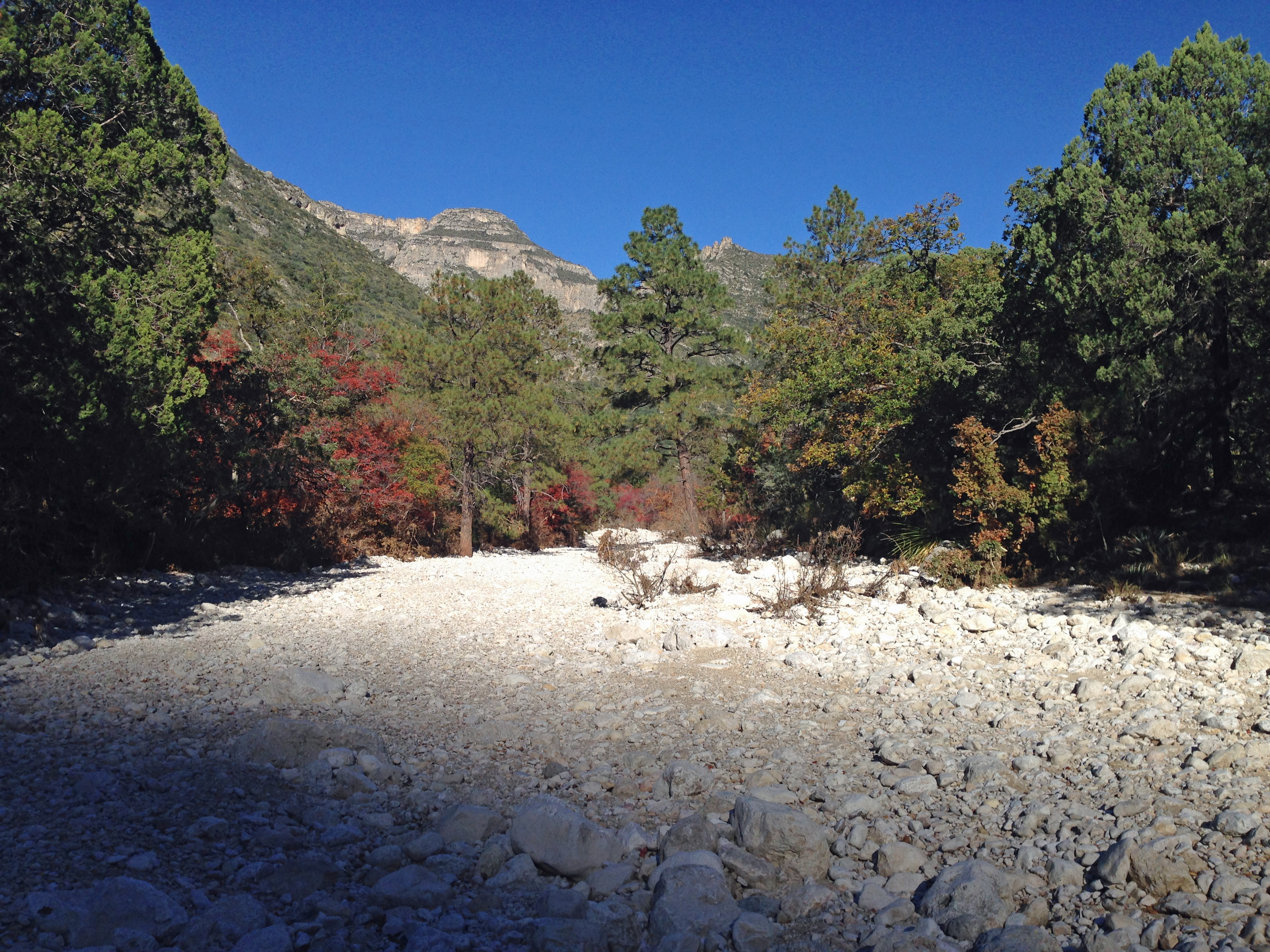